# 5481 Kiuchi
Az 5481 Kiuchi (ideiglenes jelöléssel 1990 CH) a Naprendszer kisbolygóövében található aszteroida. Kin Endate,  Vatanabe Kazuró fedezte fel 1990. február 15-én.